# Mednarodna standardna klasifikacija poklicev
Mednarodna standardna klasifikacija poklicev (kratica ISCO za International Standard Classification of Occupations) je klasifikacija poklicev, ki jo je izdala Mednarodna organizacija dela (ILO).  
Velja klasifikacija ISCO-08, izdana leta 2008, ki je nasledila ISCO-88, ISO-66 in ISO-58. 

## Slovenija
Slovenska različica je Standardna klasifikacija poklicev. V veljavi je SKP-08.